# Joe Morton

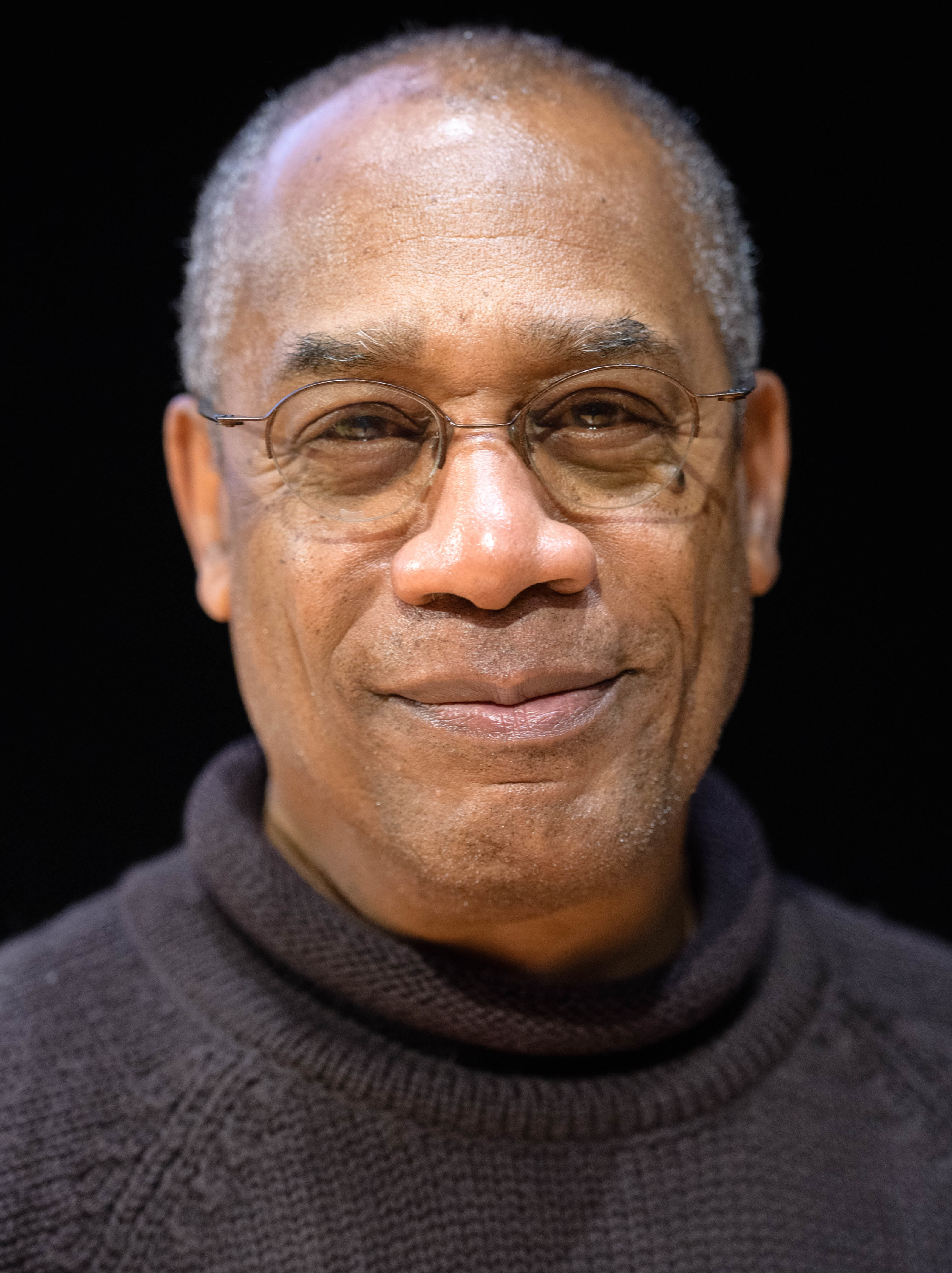
Joe Morton (2019)

Joseph Thomas „Joe“ Morton Jr. (* 18. Oktober 1947 in Harlem, New York) ist ein US-amerikanischer Schauspieler.

## Leben
Joe Mortons Eltern sind Evelyn und Joseph Thomas Morton Sr. Aufgewachsen ist er in den USA, in Deutschland und in Okinawa, da sein Vater als Mitarbeiter des Geheimdienstes einen Teil seiner Dienstzeit in jenen Ländern absolvierte. Joe Morton graduierte im Fach Schauspiel an der Hofstra University in Hempstead, New York. Seit Oktober 1984 ist er in zweiter Ehe mit Nora Chavooshian verheiratet und Vater zweier Töchter und eines Sohns.

## Theater, Film und Fernsehen
Morton hatte sein Broadway-Debüt in Hair und wurde für seine Rolle im Musical Raisin für einen Tony Award nominiert. Seinen ersten Auftritt im Fernsehen hatte er 1970 in einer Folge von Kobra, übernehmen Sie. Sein Debüt in einer Hollywood-Produktion feierte er 1979 in … und Gerechtigkeit für alle.
Bislang war Morton in rund 100 Fernsehproduktionen und Filmen zu sehen, wobei seine Rollen in Challenger (1990), Terminator 2 – Tag der Abrechnung (1991), Speed (1994), The Astronaut’s Wife – Das Böse hat ein neues Gesicht (1999), Schatten der Wahrheit (2000), The Night Listener – Der nächtliche Lauscher (2006) und Badland (2007) zu den bekannteren zählen.
2008 wurde American Gangster (2007), in der Morton eine Nebenrolle spielte, für einen Screen Actors Guild Award (Bestes Schauspielensemble) nominiert. Weitere Filmprojekte waren La Linea mit unter anderem Ray Liotta und Andy García und die Komödie Wherever You Are (beide 2008).
Gastrollen spielte Morton in Fernsehserien, wie Law & Order, Smallville, Dr. House, M*A*S*H, JAG – Im Auftrag der Ehre, E-Ring – Military Minds, Boston Legal und einigen mehr. Von 2006 bis zum Serienende 2012 gehörte er zur Stammbesetzung der Science-Fiction-Serie Eureka – Die geheime Stadt. 2013 bis 2018 spielte Morton eine Nebenrolle als Rowan „Eli“ Pope in der ABC-Serie Scandal, wofür er 2014 den Emmy als bester Gastdarsteller gewinnen konnte.
Neben seiner schauspielerischen Tätigkeit ist Morton als Produzent und Regisseur sowie als Songwriter und Musiker tätig. In Blues Brothers 2000 spielte er drei Songs – „John The Revelator“, „Funky Nassau“ und „Turn On Your Love Light“ – und für Badland verfasste er die Titelmelodie.

## Filmografie (Auswahl)
- 1970: Kobra, übernehmen Sie (Mission: Impossible, Fernsehserie, Folge 5x10 Schwarz und Weiß)
- 1973–1974: Henderson (Fernsehserie, 212 Folgen)
- 1975–1976: Grady (Miniserie, 10 Folgen)
- 1976: M*A*S*H (Fernsehserie, 1 Folge)
- 1977: Zwischen den Zeilen (Between the Lines)
- 1978: Der schwarze Sheriff (Lawman Without a Gun, Fernsehfilm)
- 1978: Watch Your Mouth (Fernsehserie, 26 Folgen)
- 1979: … und Gerechtigkeit für alle (...And Justice for All)
- 1983: Der Fluch des rosaroten Panthers (Curse of the Pink Panther)
- 1984: Der Typ vom anderen Stern (The Brother from Another Planet)
- 1985: Trouble in Mind
- 1985: Miami Vice (Fernsehserie, Folge 1x17)
- 1986: Crossroads – Pakt mit dem Teufel (Crossroads)
- 1987: Gestrandet (Stranded)
- 1987–1989: Der Equalizer (The Equalizer, Fernsehserie, 4 Folgen)
- 1988: Der Preis der Gefühle (The Good Mother)
- 1989: Tap Dance (Tap)
- 1990: Challenger (Fernsehfilm)
- 1990–1991: Endstation Gerechtigkeit (Equal Justice, Fernsehserie, 24 Folgen)
- 1991: Terminator 2 – Tag der Abrechnung (Terminator 2: Judgment Day)
- 1991: Stadt der Hoffnung (City of Hope)
- 1992: College Fieber (A Different World, Fernsehserie, 7 Folgen)
- 1992: Forever Young
- 1992: Von Menschen und Mäusen (Of Mice and Men)
- 1992–2005: Law & Order (Fernsehserie, 5 Folgen)
- 1994: Das schwarze Paradies (The Inkwell)
- 1994: Speed
- 1994: Homicide (Homicide: Life on the Street, Fernsehserie, 2 Folgen)
- 1996: Lone Star
- 1996: Einsame Entscheidung (Executive Decision)
- 1996: Jack Reed: Der Schlächter (Jack Reed: Death and Vengeance, Fernsehfilm)
- 1996/2002: Ein Hauch von Himmel (Touched by an Angel, Fernsehserie, 2 Folgen)
- 1997: The Pest – Jagd auf das Chamäleon (The Pest)
- 1997: Miss Evers’ Boys – Die Gerechtigkeit siegt (Miss Evers’ Boys, Fernsehfilm)
- 1997: Speed 2 (Speed 2:  Cruise Control)
- 1998: Blues Brothers 2000
- 1998: Der Musterschüler (Apt Pupil)
- 1999: Meuterei in Port Chicago (Mutiny, Fernsehfilm)
- 1999: The Astronaut’s Wife – Das Böse hat ein neues Gesicht (The Astronaut’s Wife)
- 2000: Bounce – Eine Chance für die Liebe (Bounce)
- 2000: Schatten der Wahrheit (What Lies Beneath)
- 2000: Akte X – Die unheimlichen Fälle des FBI (The X-Files, Fernsehserie, Folge Rückwärts)
- 2001: Ali
- 2001–2002: Smallville (Fernsehserie, 4 Folgen)
- 2002: Im Zeichen der Libelle (Dragonfly)
- 2003: Thought Crimes – Tödliche Gedanken (Thoughtcrimes, Fernsehfilm)
- 2003: Paycheck – Die Abrechnung (Paycheck)
- 2004: Back in the Day
- 2005: Dr. House (House, Fernsehserie, Folge 1x17)
- 2005: JAG – Im Auftrag der Ehre (JAG, Fernsehserie, 1 Folge)
- 2005: CSI: NY (Fernsehserie, 2 Folgen)
- 2005: Stealth – Unter dem Radar (Stealth)
- 2005: Lenny, der Wunderhund (Lenny the Wonder Dog)
- 2005–2006: E-Ring – Military Minds (E-Ring, Fernsehserie, 9 Folgen)
- 2006: The Night Listener – Der nächtliche Lauscher (The Night Listener)
- 2006–2012: Eureka – Die geheime Stadt (Eureka, Fernsehserie, 76 Folgen)
- 2007: Numbers – Die Logik des Verbrechens (Numb3rs, Fernsehserie, 1 Folge)
- 2007: Badland
- 2007: American Gangster
- 2008: Boston Legal (Fernsehserie, eine Folge)
- 2008: Wherever You Are
- 2009: La Linea – The Line (La Linea)
- 2009: Pandorum
- 2009: Warehouse 13 (Fernsehserie, Folge 1x09 Regrets)
- 2009: Brothers & Sisters (Fernsehserie, 2 Folgen)
- 2009–2011: Good Wife (The Good Wife, Fernsehserie, 11 Folgen)
- 2010: White Collar (Fernsehserie, Folge 2x07)
- 2012: Koma (Coma, Miniserie)
- 2013–2018: Scandal (Fernsehserie, 78 Folgen)
- 2015: Proof (Fernsehserie, 10 Folgen)
- 2015/2016: Grace and Frankie (Fernsehserie, 2 Folgen)
- 2016: Der lange Weg (All the Way, Fernsehfilm)
- 2017: Justice League
- 2018–2020: God Friended Me (Fernsehserie, 42 Folgen)
- 2019: Godzilla II: King of the Monsters (Godzilla: King of the Monsters)
- 2019–2020: The Politician (Fernsehserie, 4 Folgen)
- 2021: Zack Snyder’s Justice League
- 2021–2022: Our Kind of People (Fernsehserie, 12 Folgen)
- 2023: Trinity’s Triumph

## Auszeichnungen
- 2014: Emmy als bester Gastdarsteller in einer Dramaserie in Scandal